# Eustoma
Eustoma é um género botânico pertencente à família Gentianaceae.

## Espécies
- Eustoma barkleyi Standl. ex Shinners
- Eustoma exaltatum (L.) Salisb.
- Eustoma grandiflorum (Raf.) Shinners